# Hylaeus
Hylaeus is een geslacht van vliesvleugelige insecten uit de familie Colletidae.

## Soorten
Deze lijst van 709 soorten is mogelijk niet compleet.
- H. aberrans (Bridwell, 1919)
- H. abjunctus (Cockerell, 1936)
- H. aborigensis (Dathe, 1994)
- H. absolutus (Gribodo, 1894)
- H. absonulus (Cockerell, 1936)
- H. abyssinicus (Alfken, 1905)
- H. acariphorus (Snelling, 1985)
- H. accipitris (Cockerell, 1914)
- H. acer (Dathe, 1980)
- H. adriaticus (Warncke, 1972)
- H. advocatus (Nurse, 1903)
- H. aenigmus (Viereck, 1903)
- H. affinis (Smith, 1853)
- H. agilis (Smith, 1876)
- H. akoko (Magnacca & Daly, 2003)
- H. alampes (Moure, 1942)
- H. albocuneatus (Cockerell, 1913)
- H. albomaculatus (Smith, 1879)
- H. albonitens (Cockerell, 1905)
- H. albonotatus (Walker, 1871)
- H. albozebratus (Michener, 1965)
- H. alcyoneus (Erichson, 1842)
- H. alexandrinus (Warncke, 1992)
- H. alfkeni (Friese, 1913)
- H. alocaspidus (Snelling, 1975)
- H. alpinus (Morawitz, 1867)
- H. altaicus (Dathe, 1986)
- H. amatulus (Cockerell, 1922)
- H. amatus (Cockerell, 1909)
- H. amazonicus (Gribodo, 1894)
- H. amelanocephalus (Rayment, 1954)
- H. ameliae (Cockerell, 1942)
- H. amiculiformis (Cockerell, 1909)
- H. amiculinus (Cockerell, 1922)
- H. amiculus (Smith, 1879)
- H. ancoratus (Cockerell, 1912)
- H. andrenoides (Perkins, 1899)
- H. angustatus (Schenck, 1861)

Gekielde maskerbij
- H. angustifrons (Morawitz, 1876)
- H. angustulus (Perkins, 1899)
- H. anmelanocephalus (Rayment, 1954)
- H. annularis (Kirby, 1802) - brilmaskerbij
- H. annulatus (Linnaeus, 1758)
- H. anomalus (Perkins, 1899)
- H. anthracinus (Smith, 1853)
- H. aralis (Cockerell, 1916)
- H. araxanus (Warncke, 1981)
- H. arenarius (Morawitz, 1876)
- H. armeniacus (Warncke, 1981)
- H. arnoldi (Friese, 1913)
- H. arsenicus (Vachal, 1901)
- H. asiaticus (Dalla Torre, 1896)
- H. asininus (Cockerell & Casad, 1895)
- H. asper (Vachal, 1909)
- H. asperithorax (Rayment, 1927)
- H. aspricollis (Vachal, 1901)
- H. assimulans (Perkins, 1899)
- H. aterrimus (Friese, 1911)
- H. atriceps (Friese, 1911)
- H. atripes (Vachal, 1901)
- H. auriferus (Cockerell, 1918)
- H. azorae (Warncke, 1992)
- H. aztecus (Cresson, 1869)
- H. bacillarius (Cockerell, 1914)
- H. basalis (Smith, 1853)
- H. basilautus (Rayment, 1953)
- H. basimacula (Cameron, 1904)
- H. basirufus (Vachal, 1910)
- H. baudinensis (Cockerell, 1905)
- H. beaumonti (Benoist, 1943)
- H. bellicosus (Cameron, 1897)
- H. benguetensis (Cockerell, 1919)
- H. benoisti (Michener, 2000)
- H. bequaerti (Schrottky, 1910)
- H. bequaertianus (Bridwell, 1919)
- H. bertonii (Schrottky, 1907)
- H. bevisi (Cockerell, 1917)
- H. biarmicus (Warncke, 1992)
- H. bicoloratus (Smith, 1853)
- H. bicolorellus (Michener, 1965)
- H. bicuneatus (Cockerell, 1910)
- H. bidentatus (Smith, 1853)
- H. bifasciatus (Jurine, 1807)
- H. binotatus (Alfken, 1914)
- H. binus (Vachal, 1909)
- H. bipunctatus (Fabricius, 1798)
- H. biscutellus (Vachal, 1909)
- H. bituberculatus (Smith, 1879)
- H. blanchae (Rayment, 1953)
- H. bolivianus (Schrottky, 1910)
- H. boninensis (Yasumatsu, 1955)
- H. borchii (Rayment, 1935)
- H. borneensis (Cockerell, 1920)
- H. bothros (Schrottky, 1910)
- H. bouyssoui (Vachal, 1899)
- H. brachycephalus (Morawitz, 1868)
- H. brachyceratomerus (Moure, 1941)
- H. brasiliensis (Schrottky, 1910)
- H. braunsi (Alfken, 1905)
- H. breviceps (Morawitz, 1876)
- H. brevicornis (Nylander, 1852)

Kortsprietmaskerbij
- H. brevior (Cockerell, 1918)
- H. breviradius (Vachal, 1901)
- H. bridwelli (Ikudome, 1989)
- H. buddhae (Meade-Waldo, 1923)
- H. burnsi (Michener, 1965)
- H. caarendyensis (Schrottky, 1906)
- H. calvus (Metz, 1911)
- H. callosulus (Meade-Waldo, 1923)
- H. callosus (Cockerell, 1910)
- H. canariensis (Erlandsson, 1983)
- H. capicola (Alfken, 1914)
- H. capitosus (Smith, 1876)
- H. cardioscapus (Cockerell, 1924)
- H. cecidonastes (Moure, 1972)
- H. ceniberus (Cockerell, 1910)
- H. certus (Cockerell, 1921)
- H. cervinus (Warncke, 1992)
- H. cinereus (Warncke, 1992)
- H. clavigerus (Cockerell, 1936)
- H. cliffordiellus (Rayment, 1953)
- H. clypearis (Schenck, 1853)

Gestippelde maskerbij
- H. cockerelli (Schrottky, 1906)
- H. colei (Rayment, 1935)
- H. coloradensis (Cockerell, 1896)
- H. communis (Nylander, 1852)

Gewone maskerbij
- H. concinnus (Cockerell, 1924)
- H. confluens (Smith, 1853)
- H. conformis (Förster, 1871)
- H. confusus (Nylander, 1852)

Poldermaskerbij
- H. coniceps (Blackburn, 1886)
- H. connectens (Perkins, 1899)
- H. conspicuus (Metz, 1911)
- H. constrictiformis (Cockerell, 1910)
- H. constrictus (Cockerell, 1905)
- H. contradictus (Cockerell, 1919)
- H. convergens (Dathe, 2000)
- H. cookii (Metz, 1911)
- H. coriaceus (Pérez, 1895)
- H. cornutus (Curtis, 1831)

Gehoornde maskerbij
- H. coroicensis (Cockerell, 1918)
- H. coronatulus (Cockerell, 1914)
- H. coronatus (Cockerell, 1905)
- H. costaricensis (Friese, 1917)
- H. crabronoides (Perkins, 1899)
- H. crassanus (Warncke, 1972)
- H. crassifemoratus (Cockerell, 1922)
- H. cribellatus (Vachal, 1901)
- H. cribratus (Bridwell, 1919)
- H. crispulus (Dathe, 1980)
- H. cruentus (Vachal, 1910)
- H. crustatus (Vachal, 1909)
- H. culiciformis (Schrottky, 1906)
- H. cuneiferus (Cockerell, 1919)
- H. curtellus (Moure, 1960)
- H. curtulus (Vachal, 1910)
- H. curvicarinatus (Cameron, 1905)
- H. cuscoanus (Strand, 1911)
- H. cyaneomicans (Cockerell, 1910)
- H. cyanophilus (Cockerell, 1910)
- H. cyanurus (Kirby, 1802)
- H. cypricolus (Warncke, 1972)
- H. chasanensis (Romankova, 1995)
- H. chlorosomus (Cockerell, 1913)
- H. chlorostictus (Perkins, 1899)
- H. chromaticus (Cockerell, 1912)
- H. chrysaspis (Cockerell, 1910)
- H. chukar (Warncke, 1992)
- H. damascenus (Magretti, 1890)
- H. daviesiae (Houston, 1981)
- H. decaoctus (Warncke, 1992)
- H. deceptorius (Benoist, 1959)
- H. delicatus (Cockerell, 1911)
- H. dentiferellus (Strand, 1912)
- H. desertoris (Houston, 1981)
- H. dictyotus (Snelling, 1982)
- H. difficilis (Perkins, 1899)
- H. difformis (Eversmann, 1852)

Boemerangmaskerbij
- H. digitatus (Houston, 1975)
- H. dimidiatus (Perkins, 1899)
- H. dinkleri (Friese, 1898)
- H. diplonymus (Schulz, 1906)
- H. disjunctus (Cockerell, 1905)
- H. distractus (Cockerell, 1914)
- H. dolichocephalus (Morawitz, 1876)
- H. dominae (Cockerell, 1936)
- H. donbakeri (Dathe, 1995)
- H. dorni (Dathe, 1986)
- H. douglasi (Michener, 1965)
- H. dregei (Strand, 1912)
- H. dromedarius (Cockerell, 1910)
- H. dubiosus (Cresson, 1869)
- H. duckei (Alfken, 1904)
- H. dumetorum (Perkins, 1899)
- H. ebmeri (Dathe, 1980)
- H. elatus (Warncke, 1981)
- H. elegans (Smith, 1853)
- H. elongatus (Smith, 1879)
- H. emir (Dathe, 2000)
- H. episcopalis (Cockerell, 1896)
- H. eugeniellus (Cockerell, 1910)
- H. eurygnathus (Snelling, 1980)
- H. euryscapus (Förster, 1871)
- H. euxanthus (Cockerell, 1910)
- H. excelsus (Alfken, 1931)
- H. exiguus (Schrottky, 1902)
- H. exleyae (Houston, 1975)
- H. expansus (Vachal, 1909)
- H. extensicornis (Cockerell, 1936)
- H. extensus (Cockerell, 1916)
- H. extrinsecus (Snelling, 1982)
- H. facilis (Smith, 1879)
- H. feai (Vachal, 1895)
- H. fedorica (Cockerell, 1909)
- H. femoralis (Schrottky, 1902)
- H. fertoni (Vachal, 1891)
- H. fijiensis (Cockerell, 1909)
- H. filicum (Perkins, 1911)
- H. finitimus (Perkins, 1899)
- H. fissus (Vachal, 1901)
- H. flammipes (Robertson, 1893)
- H. flavifrons (W. F. Kirby, 1880)
- H. flavipes (Smith, 1853)
- H. flaviscutum (Alfken, 1914)
- H. flavohumeralis (Cockerell, 1918)
- H. flavojugatus (Cockerell, 1912)
- H. floralis (Smith, 1873)
- H. floridanus (Robertson, 1893)
- H. formosus (Krombein, 1953)
- H. fortis (Cockerell, 1936)
- H. fossifer (Dathe, 1995)
- H. foveatus (Rayment, 1950)
- H. fraternus (Bingham, 1898)
- H. frederici (Cockerell, 1905)
- H. friesei (Alfken, 1904)
- H. frontalis (Morawitz, 1876)
- H. fuliginosus (Warncke, 1970)
- H. fumata (Strand, 1912)
- H. funereus (Warncke, 1992)
- H. fuscipennis (Smith, 1879)
- H. gabonicus (Vachal, 1899)
- H. gaigei (Cockerell, 1916)
- H. garrulus (Warncke, 1981)
- H. garzettus (Warncke, 1992)
- H. gaullei (Vachal, 1899)
- H. gazagnairei (Vachal, 1891)
- H. geminus (Vachal, 1910)
- H. genualis (Vachal, 1909)
- H. georgicus (Cockerell, 1898)
- H. gibbus (Saunders, 1850)

Weidemaskerbij
- H. gigas (Friese, 1911)
- H. glacialis (Morawitz, 1872)
- H. gliddenae (Magnacca & Daly, 2003)
- H. globula (Vachal, 1903)
- H. globuliferus (Cockerell, 1929)
- H. graafii (Cockerell, 1936)
- H. gracilicornis (Morawitz, 1867)

Slanksprietmaskerbij
- H. gracillimus (Schrottky, 1902)
- H. graenicheri (Mitchell, 1951)
- H. granulatus (Metz, 1911)
- H. greavesi (Rayment, 1935)
- H. gredleri (Förster, 1871)

Zompmaskerbij
- H. gressitti (Hirashima, 1979)
- H. gribodoi (Vachal, 1895)
- H. grossus (Cresson, 1869)
- H. gualanicus (Cockerell, 1912)
- H. guamensis (Cockerell, 1914)
- H. guaraniticus (Schrottky, 1906)
- H. gujaraticus (Nurse, 1903)
- H. haematopodus (Cockerell, 1913)
- H. haemorrhous (Benoist, 1946)
- H. haleakalae (Perkins, 1899)
- H. halictiformis (Perkins, 1912)
- H. hameri (Dathe, 1995)
- H. haygoodi (Bridwell, 1919)
- H. heliacus (Warncke, 1992)
- H. hellenicus (Dathe, 2000)
- H. hemirhodus (Michener, 1965)
- H. heraldicus (Smith, 1853)
- H. heteroclitus (Hirashima, 1967)
- H. hilaris (Smith, 1879)
- H. hirashimai (Ikudome, 1989)
- H. hirsutulus (Perkins, 1899)
- H. hirticaudus (Cockerell, 1939)
- H. hobartiellus (Cockerell, 1929)
- H. hohmanni (Dathe, 1993)
- H. honestus (Smith, 1879)
- H. hostilis (Perkins, 1899)
- H. hula (Perkins, 1911)
- H. hungaricus (Alfken, 1905)
- H. hurdi (Snelling, 1966)
- H. huselus (Cockerell, 1910)
- H. hyalinatus (Smith, 1842)

Tuinmaskerbij
- H. hydrophilus (Schrottky, 1906)
- H. hyperpunctatus (Strand, 1909)
- H. hypoleucus (Cockerell, 1918)
- H. hyrcanius (Dathe, 1980)
- H. ibericus (Dathe, 2000)
- H. iheringi (Schrottky, 1910)
- H. ikedai (Yasumatsu, 1936)
- H. illinoisensis (Robertson, 1896)
- H. immarginatus (Alfken, 1914)
- H. imparilis (Förster, 1871)
- H. implicatus (Dathe, 1980)
- H. impressiventris (Benoist, 1960)
- H. incomitatus (Snelling, 1970)
- H. indecisus (Cockerell, 1929)
- H. indistinctus (Morawitz, 1890)
- H. infans (Cockerell, 1910)
- H. infulatus (Snelling, 1985)
- H. innocens (Cameron, 1898)
- H. inquilina (Perkins, 1899)
- H. insolitus (Snelling, 1966)
- H. insularum (Yasumatsu & Hirashima, 1965)
- H. iranicus (Dathe, 1980)
- H. iridipennis (Schrottky, 1906)
- H. irritans (Dathe, 1980)
- H. isochromus (Cockerell, 1936)
- H. itapuensis (Schrottky, 1906)
- H. jacksoniae (Houston, 1981)
- H. jacobsoni (Friese, 1914)
- H. jantaris (Dathe, 1980)
- H. joergenseni (Schrottky, 1906)
- H. kahri (Förster, 1871)
- H. kashmirensis (Nurse, 1903)
- H. kasindensis (Cockerell, 1936)
- H. kaszabi (Dathe, 1986)
- H. kauaiensis (Perkins, 1899)
- H. kelvini (Cockerell, 1912)
- H. kermadecensis (Donovan, 2007)
- H. knabi (Cockerell, 1918)
- H. koenigsmanni (Dathe, 1981)
- H. kokeensis (Magnacca & Daly, 2003)
- H. kona (Blackburn, 1886)
- H. kotschisus (Warncke, 1981)
- H. krebsianus (Strand, 1912)
- H. krombeini (Snelling, 1980)
- H. kuakea (Magnacca & Daly, 2003)
- H. kukui (Magnacca & Daly, 2003)
- H. kurdus (Warncke, 1981)
- H. labiatifrons (Cockerell, 1896)
- H. lactiferus (Cockerell, 1910)
- H. lactipennis (Benoist, 1957)
- H. laetus (Perkins, 1899)
- H. larocai (Moure, 1972)
- H. lateralis (Smith, 1879)
- H. leai (Cockerell, 1912)
- H. lemuriae (Benoist, 1945)
- H. lepidulus (Cockerell, 1924)
- H. leptocephalus (Morawitz, 1870)

Kleine lookmaskerbij
- H. leptospermi (Cockerell, 1922)
- H. leucolippa (Friese, 1913)
- H. leviceps (Houston, 1975)
- H. libericus (Cockerell, 1936)
- H. lightfooti (Bridwell, 1919)
- H. limbifrons (Cresson, 1869)
- H. lineaticeps (Friese, 1913)
- H. lineolatus (Schenck, 1861)

- H. liogonius (Vachal, 1899)
- H. littleri (Cockerell, 1918)
- H. livius (Warncke, 1992)
- H. longiceps (Perkins, 1899)
- H. longimaculus (Alfken, 1936)
- H. longulus (Pérez, 1903)
- H. lubbocki (Cockerell, 1905)
- H. luctuosus (Benoist, 1944)
- H. lumbellus (Vachal, 1910)
- H. lunicraterius (Snelling, 1970)
- H. luteobalteatus (Dours, 1872)
- H. luzonicus (Cockerell, 1914)
- H. lychnis (Vachal, 1910)
- H. macilentus (Ikudome, 1989)
- H. maculatus (Alfken, 1904)
- H. maculipennis (Smith, 1879)
- H. maculipes (Cockerell, 1936)
- H. maculosus (Friese, 1921)
- H. magnificus (Cockerell, 1942)
- H. magrettii (Vachal, 1892)
- H. mahafaly (Hensen, 1987)
- H. maiellus (Rayment, 1935)
- H. major (Strand, 1912)
- H. malagassus (Benoist, 1945)
- H. mana (Magnacca & Daly, 2003)
- H. mapirensis (Schrottky, 1910)
- H. margaretae (Hirashima & Tadauchi, 1984)
- H. maritimus (Bridwell, 1910)
- H. matamoko (Donovan, 2007)
- H. matsumurai (Bridwell, 1919)
- H. mauiensis (Perkins, 1899)
- H. maximilianus (Dathe, 2006)
- H. medialis (Morawitz, 1890)
- H. mediovirens (Cockerell, 1913)
- H. megalotis (Swenk & Cockerell, 1910)
- H. melaleucae (Rayment, 1953)
- H. melanocephalus (Cockerell, 1922)
- H. melanosoma (Cockerell, 1920)
- H. melanothrix (Perkins, 1899)
- H. melba (Warncke, 1992)
- H. meridianus (Yasumatsu & Hirashima, 1965)
- H. meridionalis (Förster, 1871)
- H. meriti (Rayment, 1935)
- H. mesillae (Cockerell, 1896)
- H. mexicanus (Cresson, 1869)
- H. microphenax (Cockerell, 1910)
- H. microstictus (Cockerell, 1942)
- H. mimicus (Magnacca & Daly, 2003)
- H. mindanensis (Cockerell, 1915)
- H. minusculus (Cockerell, 1913)
- H. mirandus (Rayment, 1930)
- H. modestus (Say, 1837)
- H. monedulus (Warncke, 1992)
- H. mongolicus (Morawitz, 1890)
- H. monilicornis (Motschulski, 1863)
- H. monostictus (Cockerell, 1924)
- H. montacuti (Cockerell, 1942)
- H. montanus (Nurse, 1903)
- H. monticola (Bridwell, 1919)
- H. montivagus (Dathe, 1986)
- H. moricei (Friese, 1898)
- H. multigibbosus (Michener, 1965)
- H. munageus (Ikudome, 2004)
- H. muranus (Warncke, 1970)
- H. murihiku (Donovan, 2007)
- H. murrayensis (Rayment, 1935)
- H. murrumbidgeanus (Houston, 1981)
- H. musgravei (Cockerell, 1929)
- H. mustelus (Vachal, 1894)
- H. mutatus (Perkins, 1899)
- H. nalo (Magnacca & Daly, 2003)
- H. namaquensis (Cockerell, 1942)
- H. nanseiensis (Ikudome, 1989)
- H. nasalis (Morawitz, 1876)
- H. nasutus (Vachal, 1910)
- H. neavei (Cockerell, 1942)
- H. nelumbonis (Robertson, 1890)
- H. nesoprosopoides (Bridwell, 1919)
- H. nevadensis (Cockerell, 1896)
- H. niger (Bridwell, 1919)
- H. nigrescens (Cockerell, 1918)
- H. nigricallosus (Morawitz, 1890)
- H. nigricans (Friese, 1913)
- H. nigriconcavus (Houston, 1975)
- H. nigripennis (Vachal, 1909)
- H. nigritus (Fabricius, 1798)
- H. niloticus (Warncke, 1970)
- H. nimbatus (Dathe, 1986)
- H. nippon (Hirashima, 1977)
- H. nivaliformis (Dathe, 1977)
- H. nivalis (Morawitz, 1867)
- H. niveofasciatus (Dours, 1872)
- H. nivicola (Meade-Waldo, 1923)
- H. noomen (Hirashima, 1977)
- H. nubilosus (Smith, 1853)
- H. nunenmacheri (Bridwell, 1919)
- H. nyassanus (Strand, 1912)
- H. nyrocus (Warncke, 1992)
- H. oblitus (Warncke, 1970)
- H. obtusatus (Smith, 1879)
- H. oenanthe (Warncke, 1992)
- H. ofarrelli (Michener, 1965)
- H. ogilviei (Cockerell, 1936)
- H. omanicus (Dathe, 1995)
- H. ombrias (Perkins, 1910)
- H. opacissimus (Cockerell, 1919)
- H. opaciventris (Friese, 1925)
- H. orbicus (Vachal, 1910)
- H. oresbius (Snelling, 1980)
- H. orientalicus (Warncke, 1981)
- H. ornatus (Mitchell, 1951)
- H. palavanicus (Cockerell, 1915)
- H. palmaris (Vachal, 1901)
- H. pallidicornis (Morawitz, 1876)
- H. panamensis (Michener, 1954)
- H. pannosus (Vachal, 1909)
- H. pannuceus (Snelling, 1980)
- H. papuanus (Hirashima & Roberts, 1986)
- H. paradifformis (Ikudome, 1989)
- H. paradisicola (Hirashima & Tadauchi, 1984)
- H. paradoxicus (Perkins, 1899)
- H. paradoxus (Schrottky, 1907)
- H. paraguayensis (Schrottky, 1906)
- H. parmatus (Snelling, 1980)
- H. paulistanus (Schrottky, 1906)
- H. paulus (Bridwell, 1919)

Kleine slanksprietmaskerbij
- H. pectoralis (Förster, 1871)

Rietmaskerbij
- H. pele (Perkins, 1911)
- H. peltates (Snelling, 1980)
- H. penalaris (Dathe, 1979)
- H. penangensis (Cockerell, 1920)
- H. perater (Cockerell, 1936)
- H. perdensus (Cockerell, 1936)
- H. peregrinus (Dathe, 1986)
- H. perforatus (Smith, 1873)
- H. pergibbosus (Cockerell, 1926)
- H. perhumilis (Cockerell, 1914)
- H. peringueyi (Bridwell, 1919)
- H. perkinsianus (Timberlake, 1926)
- H. perpictus (Rayment, 1935)
- H. perplexus (Smith, 1854)
- H. perrufus (Cockerell, 1929)
- H. personatellus (Cockerell, 1915)
- H. perspicuus (Perkins, 1899)
- H. peruvianus (Schrottky, 1910)
- H. petroselini (Schrottky, 1906)
- H. pfankuchi (Alfken, 1919)

Moerasmaskerbij
- H. phaeoscapus (Snelling, 1982)
- H. philoleucus (Cockerell, 1910)
- H. pictipes (Nylander, 1852)

Kleine tuinmaskerbij
- H. pictulus (Michener, 1965)
- H. pictus (Smith, 1853)
- H. pilosulus (Pérez, 1903)
- H. pirus (Dathe, 1986)
- H. polifolii (Cockerell, 1901)
- H. polybiaeformis (Schrottky, 1907)
- H. polybioides (Schrottky, 1906)
- H. pomarinus (Warncke, 1992)
- H. porcatus (Snelling, 1980)
- H. potaninii (Morawitz, 1890)
- H. praenotatus (Förster, 1871)
- H. preposterosus (Snelling, 1982)
- H. primulipictus (Cockerell, 1905)
- H. probligenatus (Houston, 1981)
- H. procurvus (Rayment, 1939)
- H. promontorii (Meade-Waldo, 1923)
- H. proteae (Cockerell, 1942)
- H. proximus (Smith, 1879)
- H. przewalskyi (Morawitz, 1886)
- H. psaenythioides (Snelling, 1985)
- H. psammobius (Perkins, 1911)
- H. psammophilus (Schrottky, 1906)
- H. pubescens (Perkins, 1899)
- H. puerulus (Vachal, 1910)
- H. punctatus (Brullé, 1832)
- H. punctiferus (Cockerell, 1936)
- H. punctulatissimus (Smith, 1842)

Lookmaskerbij
- H. punctus (Förster, 1871)
- H. pyrenaicus (Dathe, 2000)
- H. quadratifer (Cockerell, 1912)
- H. quadratus (Smith, 1853)
- H. quadriceps (Smith, 1879)
- H. quadricornis (Hedicke, 1926)
- H. quartinae (Gribodo, 1894)
- H. rawi (Snelling, 1982)
- H. recisus (Vachal, 1910)
- H. reditus (Cockerell, 1936)
- H. relegatus (Smith, 1876)
- H. repentens (Nurse, 1903)
- H. rhodesicus (Cockerell, 1942)
- H. rhodognathus (Cockerell, 1936)
- H. riekianus (Houston, 1981)
- H. rinki (Gorski, 1852)

Rinks maskerbij
- H. rivalis (Schrottky, 1906)
- H. robertianus (Cameron, 1906)
- H. rotensis (Yasumatsu, 1939)
- H. rotundiceps (Smith, 1879)
- H. royesi (Raw, 1984)
- H. rubicola (Saunders, 1850)
- H. rubrifacialis (Strand, 1912)
- H. rubroplagiatus (Cameron, 1905)
- H. rudbeckiae (Cockerell & Casad, 1895)
- H. ruficeps (Smith, 1853)
- H. rufipedoides (Strand, 1911)
- H. rufipes (Smith, 1853)
- H. rufipictus (Strand, 1912)
- H. rufoclypeatus (Friese, 1917)
- H. rufulus (Friese, 1908)
- H. rugicollis (Morawitz, 1873)
- H. rugipunctus (Alfken, 1914)
- H. rugosus (Smith, 1879)
- H. rugulosus (Perkins, 1899)
- H. saltensis (Friese, 1908)
- H. sanctus (Cockerell, 1936)
- H. sandacanensis (Cockerell, 1919)
- H. sanguinipictus (Cockerell, 1914)
- H. saniculae (Robertson, 1896)
- H. sansibaribius (Strand, 1912)
- H. sariensis (Dathe, 1980)
- H. satelles (Blackburn, 1886)
- H. scintillans (Cockerell, 1922)
- H. scintilliformis (Cockerell, 1913)
- H. scintillus (Cockerell, 1912)
- H. scrobicauda (Vachal, 1901)
- H. scrupeus (Vachal, 1909)
- H. sculptilis (Schrottky, 1910)
- H. sculptus (Cockerell, 1911)
- H. scutaticornis (Michener, 1965)
- H. scutellaris (Morawitz, 1873)
- H. scutellatus (Spinola, 1838)
- H. scutispinus (Alfken, 1914)
- H. scutulus (Vachal, 1894)
- H. schwarzii (Cockerell, 1896)
- H. seabrai (Urban & Moure, 2002)
- H. seclusus (Cockerell & Sumner, 1931)
- H. secretus (Nurse, 1903)
- H. sedens (Snelling, 1980)
- H. sejunctus (Snelling, 1970)
- H. semicastaneus (Cockerell, 1918)
- H. semipersonatus (Cockerell, 1929)
- H. semirufus (Cockerell, 1914)
- H. serotinellus (Cockerell, 1906)
- H. setosifrons (Perkins, 1899)
- H. sibiricus (Strand, 1909)
- H. sidensis (Warncke, 1981)
- H. signatus (Panzer, 1798)

Resedamaskerbij
- H. simplex (Perkins, 1899)
- H. simplior (Meade-Waldo, 1923)
- H. simplus (Houston, 1993)
- H. simpsoni (Cockerell, 1942)
- H. simulans (Cockerell, 1942)
- H. simus (Vachal, 1895)
- H. sinensis (Dathe, 2005)
- H. sinuatus (Schenck, 1853)
- H. solaris (Magnacca & Daly, 2003)
- H. sonorensis (Cockerell, 1924)
- H. soror (Pérez, 1903)
- H. sparsus (Cresson, 1869)
- H. specularis (Perkins, 1899)
- H. sphecodoides (Perkins, 1899)
- H. spilotus (Förster, 1871)

Duinmaskerbij
- H. stenops (Schrottky, 1910)
- H. stentoriscapus (Dathe, 1986)
- H. stictifrons (Cockerell, 1936)
- H. stilbaspis (Vachal, 1901)
- H. strenuus (Cameron, 1897)
- H. stubbei (Dathe, 1986)
- H. styriacus (Förster, 1871)

Stipmaskerbij
- H. subbutea (Warncke, 1992)
- H. subconstrictus (Cockerell, 1922)
- H. subcoronatus (Rayment, 1935)
- H. subfortis (Cockerell, 1942)
- H. subgriseus (Cockerell, 1918)
- H. sublateralis (Cockerell, 1914)
- H. sublucens (Cockerell, 1936)
- H. submonticola (Ikudome, 1989)
- H. subplebeius (Cockerell, 1905)
- H. subreditus (Cockerell, 1942)
- H. suffusus (Cockerell, 1896)
- H. sulphuripes (Gribodo, 1894)
- H. taclobanus (Cockerell, 1915)
- H. taeniolatus (Förster, 1871)
- H. tagala (Ashmead, 1905)
- H. takumiae (Magnacca & Daly, 2003)
- H. tardus (Warncke, 1981)
- H. telmenicus (Dathe, 1986)
- H. tenuis (Alfken, 1914)
- H. tephronotus (Warncke, 1992)
- H. teruelus (Warncke, 1981)
- H. tetris (Dathe, 2000)
- H. theodorei (Perkins, 1912)
- H. thyreus (Snelling, 1980)
- H. timberlakei (Snelling, 1970)
- H. tinctulus (Cockerell, 1932)
- H. titanius (Friese, 1925)
- H. torquatus (Warncke, 1992)
- H. transversus (Vachal, 1909)
- H. transvittatus (Cockerell, 1917)
- H. triangulum (Fabricius, 1793)
- H. tricolor (Schrottky, 1906)
- H. trifidus (Alfken, 1936)
- H. trilobatus (Cockerell, 1910)
- H. trimerops (Cockerell, 1916)
- H. trinotatus (Pérez, 1895)

Drievlekkige maskerbij
- H. trisignatus (Morawitz, 1876)
- H. trisulcus (Vachal, 1910)
- H. trivittatus (Friese, 1917)
- H. tuamotuensis (Michener, 1965)
- H. tuertonis (Cockerell, 1906)
- H. turgicollaris (Michener, 1965)
- H. tyrolensis (Förster, 1871)
- H. ubertus (Vachal, 1910)
- H. uelleburgensis (Strand, 1912)
- H. ugandicus (Cockerell, 1939)
- H. ulanus (Dathe, 1986)
- H. umtalicus (Cockerell, 1936)
- H. unicus (Perkins, 1899)
- H. vachali (Meade-Waldo, 1923)
- H. vachalianus (Moure, 1960)
- H. valinis (Dathe, 1986)
- H. varians (Cockerell, 1936)
- H. variegatus (Fabricius, 1798)

Rode maskerbij
- H. variolosus (Smith, 1853)
- H. versicolor (Saunders, 1850)
- H. verticalis (Cresson, 1869)
- H. vetustus (Nurse, 1903)
- H. vigilans (Smith, 1879)
- H. villosellus (Moure, 1960)
- H. violaceus (Smith, 1853)
- H. vittatifrons (Cockerell, 1913)
- H. volatilis (Smith, 1879)
- H. volcanicus (Perkins, 1899)
- H. volusiensis (Mitchell, 1951)
- H. vulgaris (Morawitz, 1876)
- H. wilsoni (Rayment, 1928)
- H. williamsi (Bridwell, 1919)
- H. wootoni (Cockerell, 1896)
- H. worcesteri (Cockerell, 1919)
- H. woyensis (Rayment, 1939)
- H. wynyardensis (Cockerell, 1929)
- H. xanthaspis (Cockerell, 1910)
- H. xanthocephalus (Schrottky, 1906)
- H. xanthognathus (Rayment, 1935)
- H. xanthopoda (Vachal, 1895)
- H. xanthopsyche (Cockerell, 1922)
- H. xanthostoma (Alfken, 1914)
- H. yaguarae (Schrottky, 1913)
- H. yapensis (Yasumatsu, 1942)
- H. yasumatsui (Snelling, 1970)
- H. yoruba (Bridwell, 1919)
- H. zamoranicus (Cockerell, 1949)